# 1 Batalion Piechoty Zmotoryzowanej Legionów

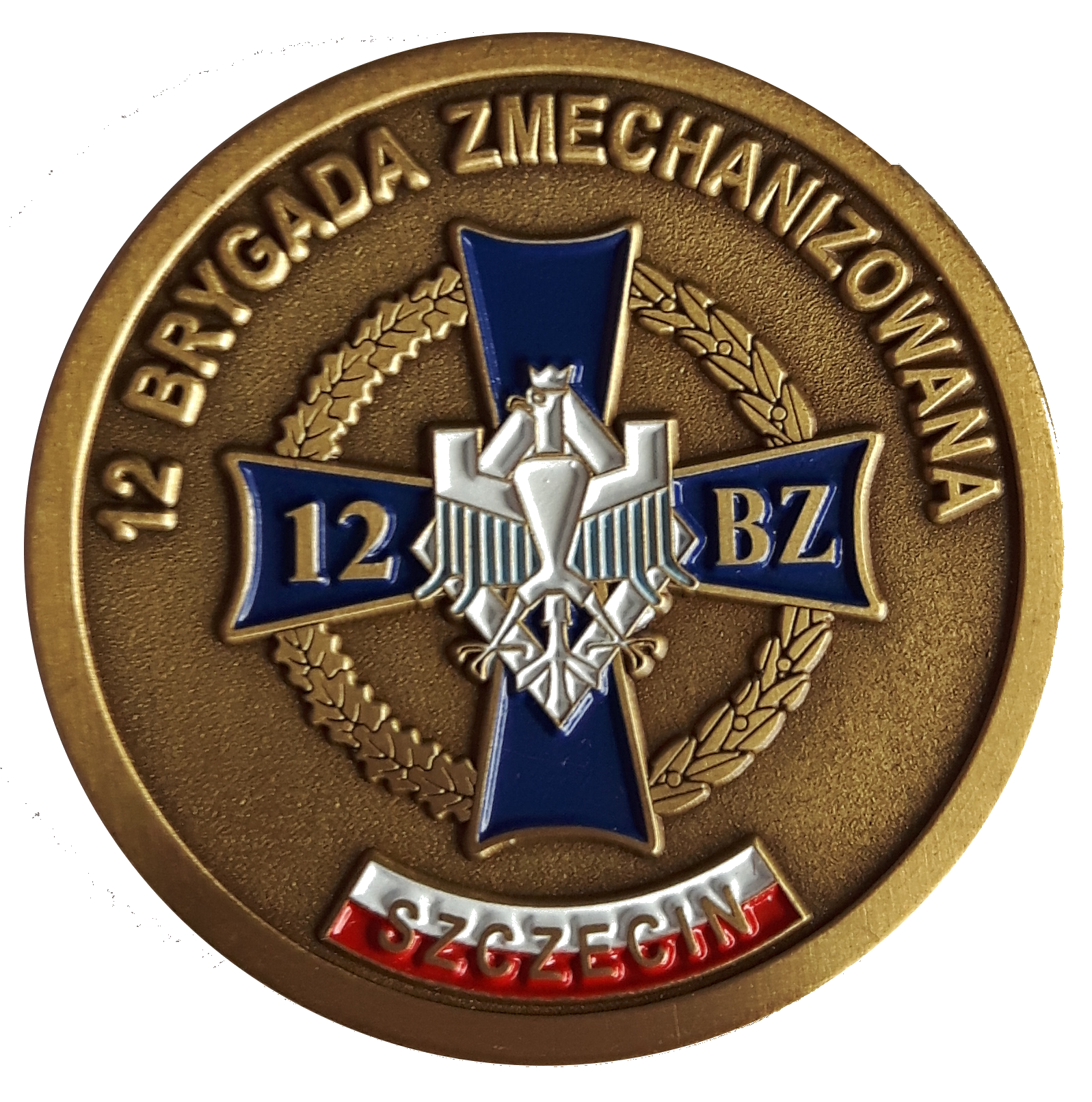
Coin pamiątkowy batalionu

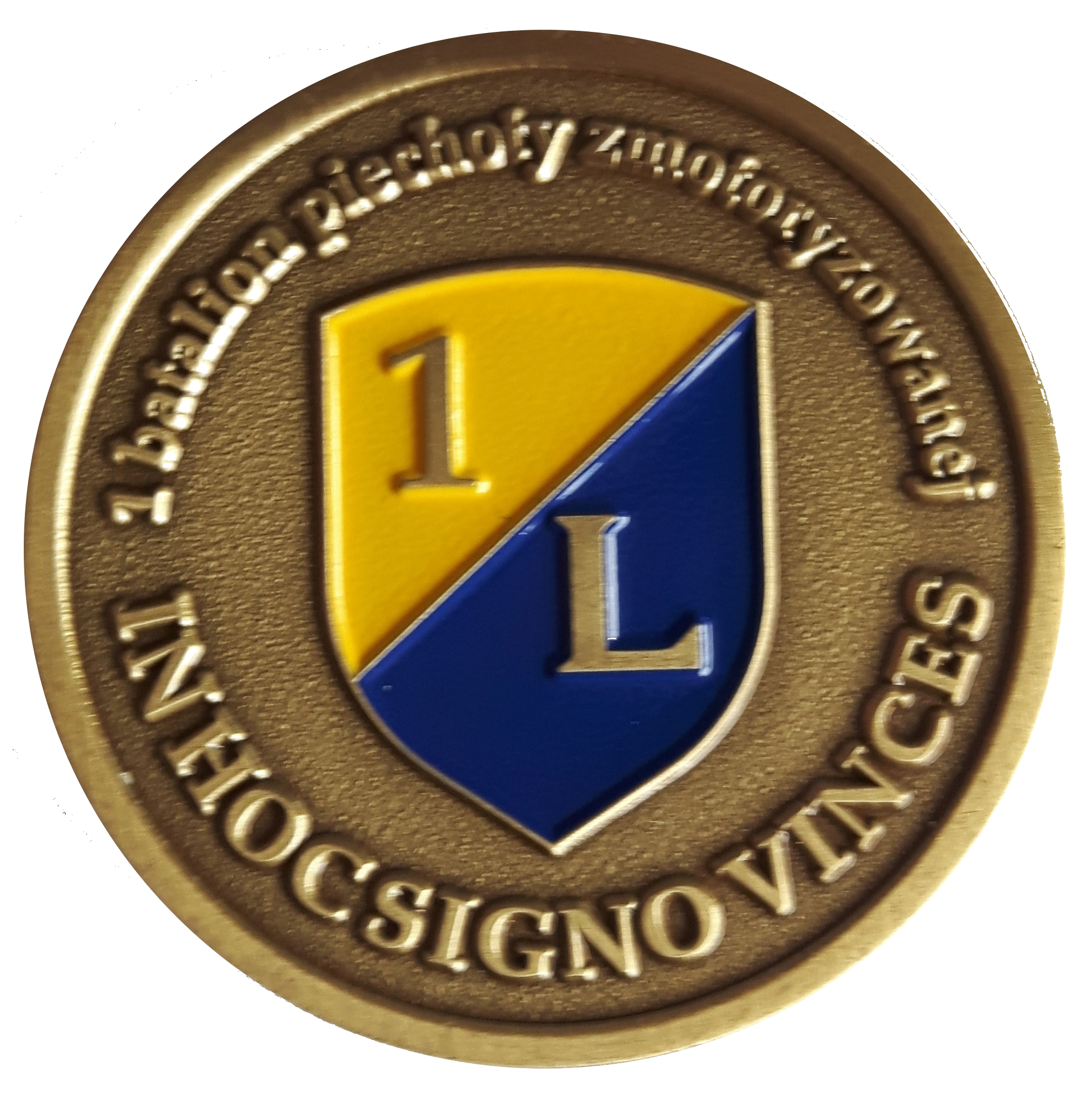
Coin pamiątkowy batalionu

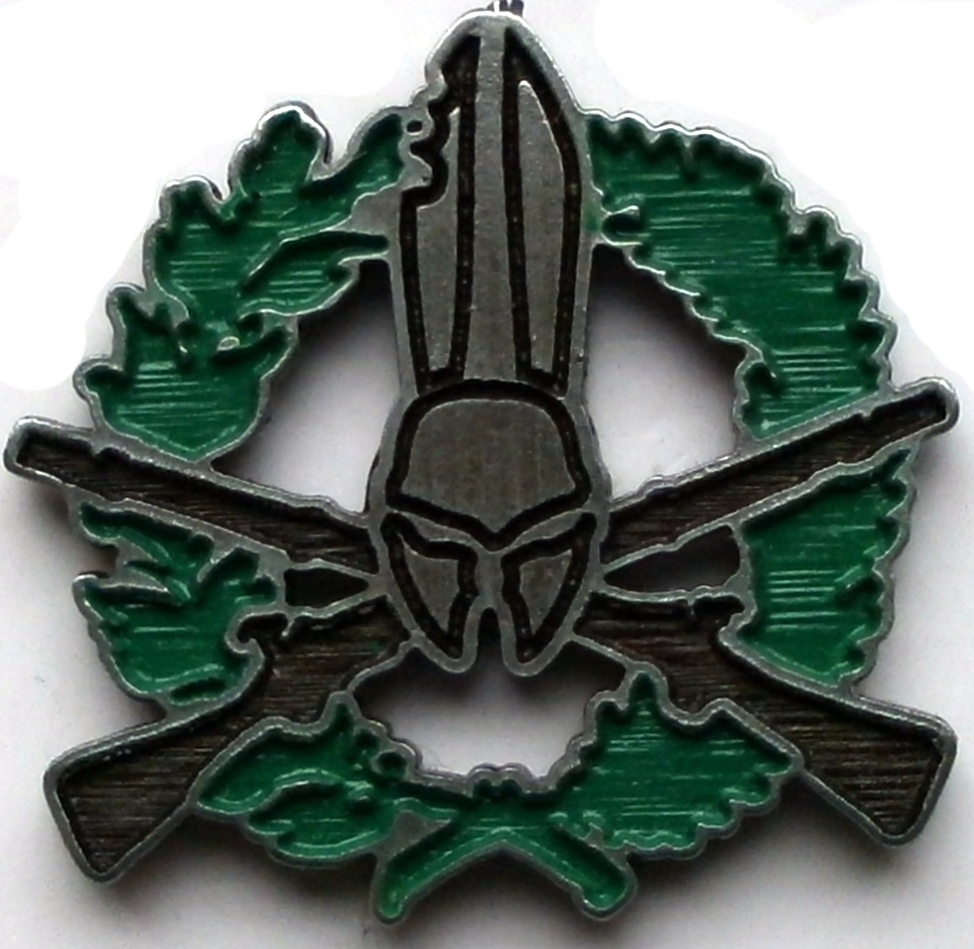
Odznaka 2 kompanii piechoty zmotoryzowanej

1 Batalion Piechoty Zmotoryzowanej „Legionów” (1 bpzmot) – pododdział wojsk zmechanizowanych Sił Zbrojnych Rzeczypospolitej Polskiej.

## Historia
Batalion sformowano w roku 2006 na bazie batalionu czołgów 12 Brygady Zmechanizowanej. Początkowo batalion posiadał w swojej strukturze trzy kompanie, w roku 2007 dodano czwartą kompanię piechoty zmotoryzowanej.

## Tradycje
Decyzją Ministra Obrony Narodowej Nr 251/MON z dnia 20 sierpnia 2012 roku w sprawie przejęcia dziedzictwa tradycji oraz nadania wyróżniającej nazwy ustanowiono, że 1 Batalion Piechoty Zmotoryzowanej 12 Brygady Zmechanizowanej im. gen. broni Józefa Hallera:
- przejmuje i z honorem kultywuje dziedzictwo tradycji:
  - 5 pułku piechoty 1 Brygady Legionów (1914-1917);
  - 5 pułku piechoty Legionów (1918-1939);
- przyjmuje wyróżniającą nazwę "Legionów"[1] .

Jednocześnie straciła moc decyzja Nr 56/MON Ministra Obrony Narodowej z dnia 28 lutego 2012, w której popełniono błąd w nazwie jednostki, nazywając go „batalionem zmechanizowanym” .

Insygnia
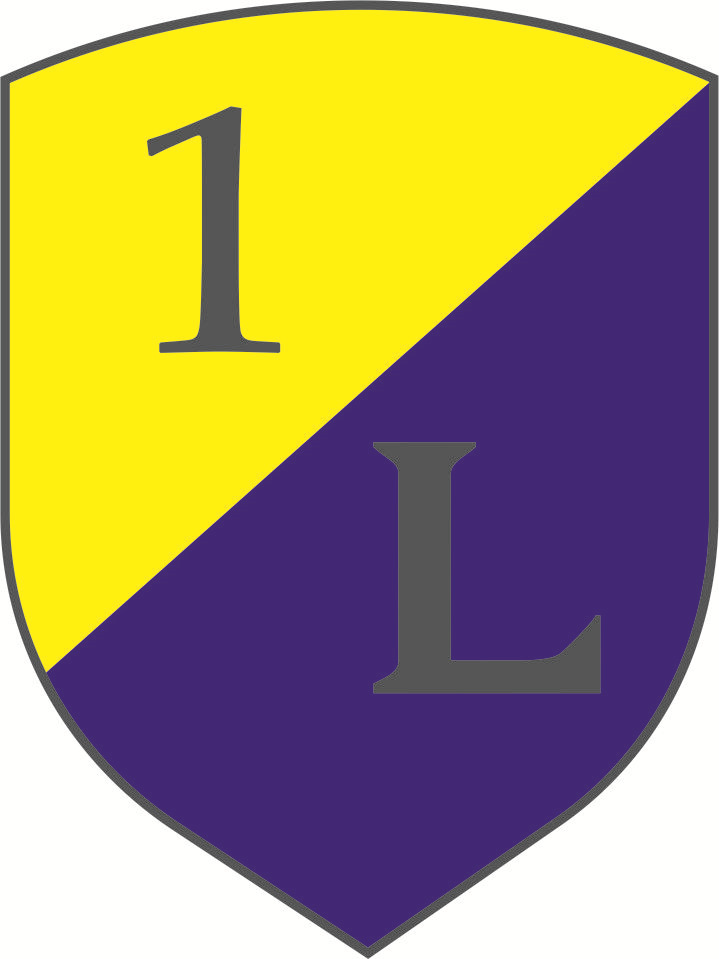
Oznaka rozpoznawcza na mundur wyjściowy
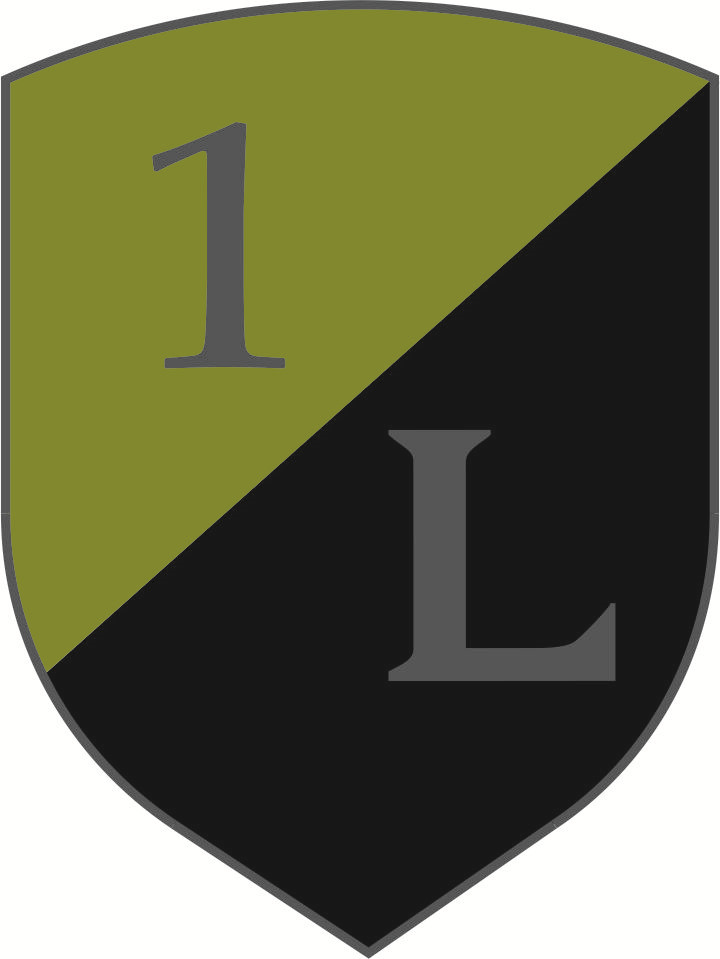
Oznaka rozpoznawcza na mundur polowy
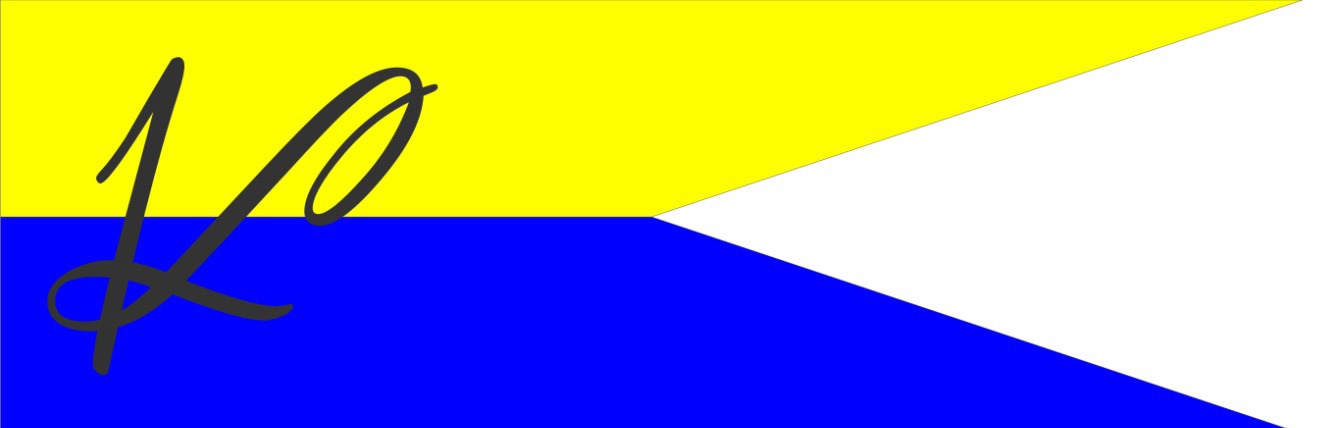
Proporczyk na beret

## Struktura
- dowództwo i sztab
- kompania dowodzenia
- kompania logistyczna
- 1 kompania piechoty zmotoryzowanej
- 2 kompania piechoty zmotoryzowanej
- 3 kompania piechoty zmotoryzowanej
- 4 kompania piechoty zmotoryzowanej
- kompania wsparcia
- zespół ewakuacji medycznej

## Podstawowe uzbrojenie
- 8x8 KTO Rosomak (armata 30 mm, UKM 7,62 mm NATO),
- samobieżny moździerz 120 mm Rak[3],
- moździerz piechoty LM 60 (60 mm),
- moździerz (98 mm),
- granatnik automatyczny MK-19 (40 mm),
- wyrzutnia PPK Spike,
- karabiny wyborowe: TRG (7,62 mm NATO), Alex (7,62 mm NATO), Tor (12,7 mm NATO),
- kbk Beryl (5,56 mm NATO),
- pistolet Wist 94.

## Dowódcy batalionu
Batalionem dowodzili:
- ppłk Krzysztof Ruciak (2006–2006)
- ppłk Rafał Ostrowski (2006–2007)
- ppłk Marcin Szymański (2007-2009)
- ppłk Sławomir Kocanowski (2009–2013)
- ppłk Mariusz Ostapiak (2014–IX 2017)
- ppłk Piotr Puchała (IX 2017–2019)
- p.o. mjr Michał Kostrubiec (2019 – 2020)[5]
- ppłk Leszek Frankowski (2020 – 2021)
- ppłk Maciej Szpak (2021 – 2024)
- ppłk Robert Sałagan (od 2024)[6]